# 시보레 1700

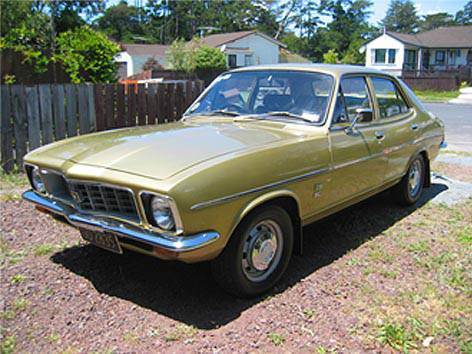
홀덴 LJ 토라나(시보레 1700의 원형) 정측면

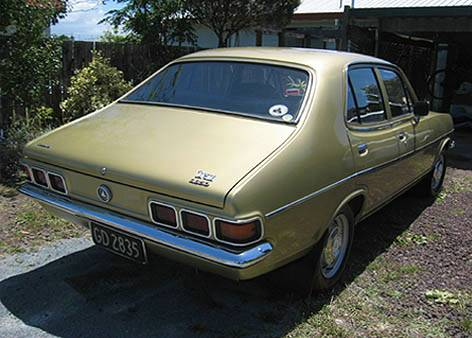
홀덴 LJ 토라나(시보레 1700의 원형) 후측면

시보레 1700(Chevrolet 1700)은 1972년에 GM코리아(한국GM의 전신) 2기에서 출시된 승용차이다.
- 토요타 2기의 차종을 들여와 생산하는 등 기술을 이전받던 신진자동차 2기가 토요타 2기의 철수로 인하여 GM과 기술 제휴를 체결해 GM코리아 2기로 사명을 바꾼 이후에 처음 선보였다.
- 시보레(쉐보레)의 이름을 달았지만 미국 차종이 아닌 호주 홀덴의 LJ 토라나를 들여왔다.
- 보디는 홀덴에서, 엔진과 트랜스미션은 오펠에서 수입하여 1972년 9월 19일에 웨스틴 조선호텔에서 대한민국 최초의 신차 발표회를 열었다.
- 튼튼하고 성능이 좋았으나, 당시 대한민국 도로 사정을 고려하지 않은 세팅과 동급 차종보다 더 많은 연료 소비량 때문에 갈수록 판매량이 줄어들었다.
- GM코리아 2기는 서둘러 Z-세이버라는 연료 절약기를 달아주었으나, 1973년에 일어난 1차 오일 쇼크로 인해 시보레 1700의 타격은 더욱 커졌으며, 이는 판매에 치명적일 수밖에 없었다.
- 여기에 아시아 피아트 124와 현대 뉴 코티나가 각축전을 벌이던 상황에서 기아 브리사와 현대 포니의 등장으로 인해 시보레 1700은 설 자리를 잃어 갔다.
- 특히 주고객인 택시 회사로부터 외면 당했다.
- 결국 1975년 12월에 2기 생산이 중단되었고, 출시 이후 3년 4개월 동안 8,105대가 생산되었다.
- 이후 1976년에 후속 차종인 카미나가 출시되었으며, 현재 대한민국에 남아 있는 시보레 1700은 소품 차량 대여 업체인 금호상사가 보유한 택시 1대 뿐이다.

## 제원
- 전장(mm) : 4,386
- 전폭(mm) : 1,600
- 전고(mm) : 1,354
- 축거(mm) : 2,540
- 윤거(전, mm) : 1,316
- 윤거(후, mm) : 1,290
- 승차정원 : 5명
- 구동형식 : 후륜 구동
- 변속기 : 수동

| 구분               | 1.7        |
| ------------------ | ---------- |
| 연료               | 가솔린     |
| 배기량(cc)         | 1,698      |
| 최고출력(ps/rpm)   | 79/5,600   |
| 최대토크(kg*m/rpm) | 13.0/3,500 |
| 연비(km/l)         | 14.5(수동) |